# Carbon-Laufschuh
Der Carbon-Laufschuh ist ein moderner Laufschuh, der durch die Integration von Carbon-Sohlen gekennzeichnet ist. Diese Schuhe wurden entwickelt, um die Laufökonomie zu verbessern, indem sie die Energieübertragung effizienter gestalten und den Energieverlust minimieren. Die Laufökonomie beschreibt, wie viel Sauerstoff über eine Strecke beim Laufen verbraucht wird.  Der herkömmliche Laufschuh ist primär auf Dämpfung und Komfort ausgerichtet, was vor allem dem Schutz der Gelenke dient. Der Carbon-Laufschuh dagegen hat eine harte Sohle und funktioniert demnach ohne Dämpfung.

## Geschichte
Fila testete die Technologie der Carbonschuhe schon 1996. Sie benannten den „Silva Racer“ nach der Legende Germán Silva. 2002 trug Paul Tergat die, bis zu diesem Zeitpunkt, neueste Version des Schuhs. Der wohl bekannteste Laufschuh mit einer Carbonfaserplatte wurde 2022 von Nike auf den Markt gebracht. Eliud Kipchoge brach mit dem Alphafly Next % 2 den Weltrekord.

## Herstellung
Die Sohle des Schuhs besteht aus einer Carbonplatte und einer Zwischensohle. Die Carbonplatte versteift die Länge des Schuhs und kann somit als Hebel fungieren. Die Carbonplatte ist gekrümmt und ermöglicht dadurch eine bessere Abrollbewegung. Die Zwischensohle besteht aus einem Schaum.

## Biomechanik
Das Design des Carbon-Laufschuhs verbessert die Laufökonomie durch eine steife Carbon-Faserplatte in der Zwischensohle, die aus Schaum besteht. Hierbei ist es wichtig, wo und wie die Carbonplatte im Schuh verbaut ist. Sie erzeugt eine federnde Wirkung und optimiert dadurch die Energieübertragung. Es handelt sich hierbei um kinetische Energie. Das unterstützt eine effizientere Abstoßbewegung, erfordert jedoch eine Anpassung der Lauftechnik. Die Kombination von Carbonfaserplatten und reaktionsfähigen Schäumen fördert eine bessere Laufleistung, wodurch bessere Zeiten erreicht werden können. Die Platte kann somit als Hebel fungieren. Durch die Krümmung der Platte wird suggeriert, dass er nach vorne schaukeln kann. Dank der steifen Carbon-Sohle geht der gesamte Input an Energie, den der Läufer einbringt, auch wieder heraus. Das ist der Unterschied zu herkömmlichen Sohlen; dort gibt es einen Energieverlust in der federnden Sohle.
Durch den Erhalt der Energie mit Hilfe der nicht-gedämpften Sohle führt es ebenso zu einem geringeren Verbrauch der physiologischen Energie. Im Körper wird der Sauerstoffverbrauch und die Muskelermüdung verringert. Es wurde gezeigt, dass Läufer mit Carbon-Laufschuhen eine gesteigerte Laufökonomie erreichen können, was in Wettkämpfen zu deutlich besseren Zeiten führen kann. Diese Effizienzsteigerung ermöglicht es den Athleten, ihre Ausdauer zu verlängern und ihre Gesamtleistung zu verbessern.

## Kritik
Das Hauptkriterium betrifft die Fairness im Wettkampf. Es wird argumentiert, dass die Schuhe einen unzulässigen Vorteil verschaffen und somit die Chancengleichheit unter den Athleten beeinträchtigt ist. Deshalb wurden Regularien von Sportverbänden eingeführt, um die Verwendung von Carbon-Laufschuhen den Grundsätzen des fairen Wettkampfs anzupassen.
Ein weiterer Kritikpunkt ist das erhöhte Risiko von Sportverletzungen durch die veränderte Fußmechanik. Durch die steife Carbon-Sohle ist die Belastung auf Muskeln und Gelenke verstärkt. Das fördert das Risiko von Überlastungsverletzungen enorm. Vor allem für Laien und diejenigen, die nicht an die spezielle Lauftechnik gewöhnt sind, sollten diese Schuhe nicht zum Trainingsalltag gehören. Daher ist beim Kauf solcher Schuhe Vorsicht geboten, da nur selten von Verkäufern und Internetseiten auf die Risiken, vor allem für Laien hingewiesen wird.